# Гавриленко Феодосія Петрівна
Феодосія Петрівна Гавриленко (1912—1999) — радянська працівниця сільського господарства, ланкова зернорадгоспу, Герой Соціалістичної Праці.

## Біографія
Народилася в 1912 році на хуторі Ново-Кузнецовський Області Війська Донського, нині Зерноградського району Ростовської області.
Трудову діяльність розпочала в кінці 1920-х років рядовою колгоспницею. У 1930 році переїхала в навчально-дослідний зернорадгосп № 2 Мечетинського (з 1960 року — Зерноградського) району Ростовської області. У 1948 році очолила ланку по вирощуванню пшениці радгоспу «Навчально-дослідний» і у цьому ж році на площі 25 га ланка отримала урожай пшениці 31,82 центнера з гектара.
Померла Феодосія Петрівна в червні 1999 року.

## Нагороди
- Указом Президії Верховної Ради СРСР від 5 березня 1949 року за одержання високих врожаїв пшениці при виконанні радгоспом плану здачі державі сільськогосподарських продуктів в 1948 році і забезпеченості насінням всіх культур у розмірі повної потреби для весняної сівби 1949 року Гавриленко Феодосії Петрівні присвоєно звання Героя Соціалістичної Праці з врученням ордена Леніна і золотої медалі «Серп і Молот».
- Також нагороджена медалями.